# محمدتقی میرزا
محمدتقی میرزا ملقب به رکن‌الدوله شاهزاده قاجار و پسر سوم محمدشاه قاجار بود. محمدتقی میرزا مردی فعال و کاردان بود و به این سبب ناصرالدین‌شاه او را به حکومت‌های مهم از قبیل خراسان و فارس می‌فرستاد.. او پدربزرگ مادری غلامحسین بنان نیز می‌باشد. 

## زندگی

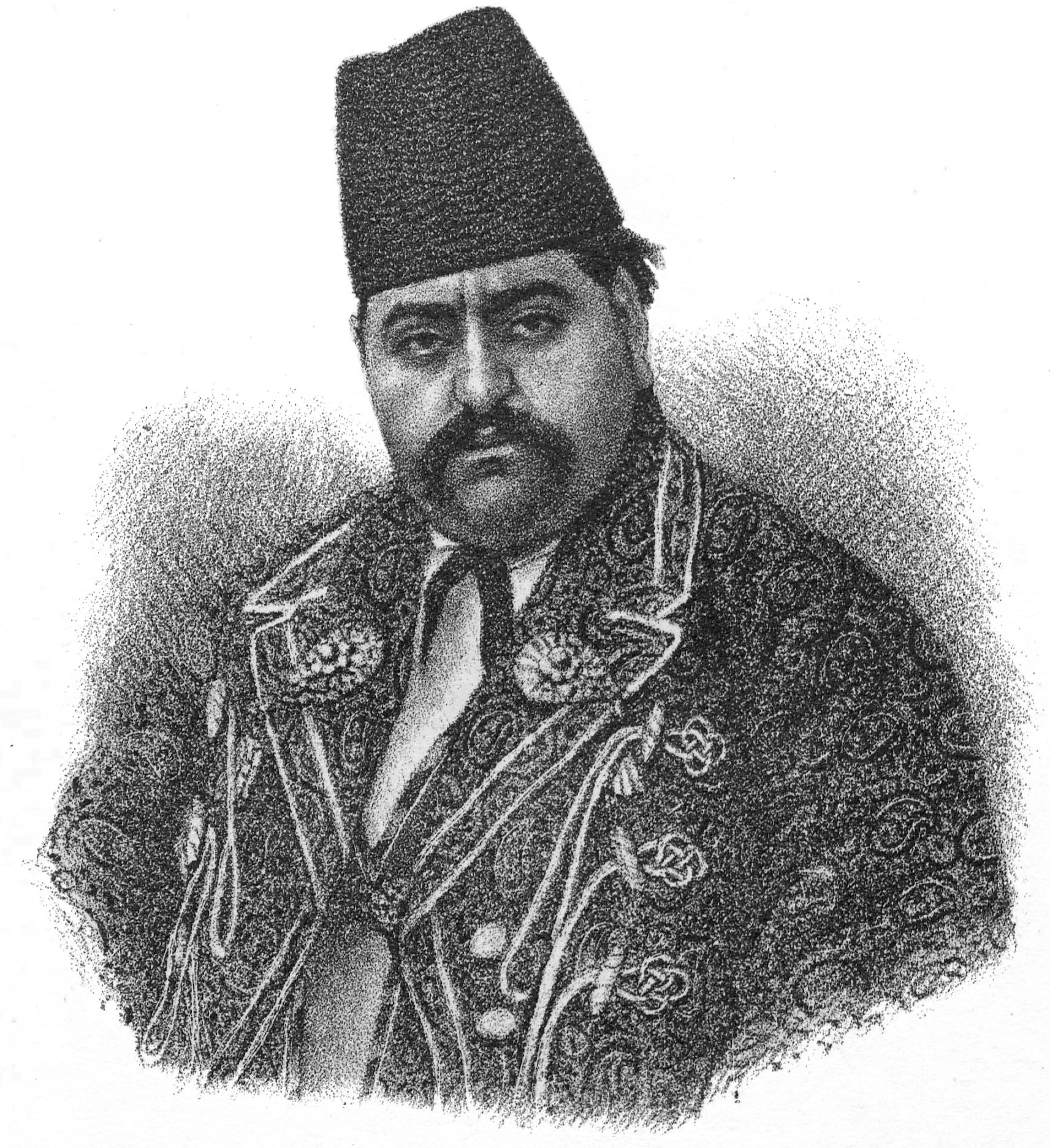
نگارهٔ رکن‌الدوله (اثر ابوتراب غفاری در حدود ۱۳۰۰ قمری)

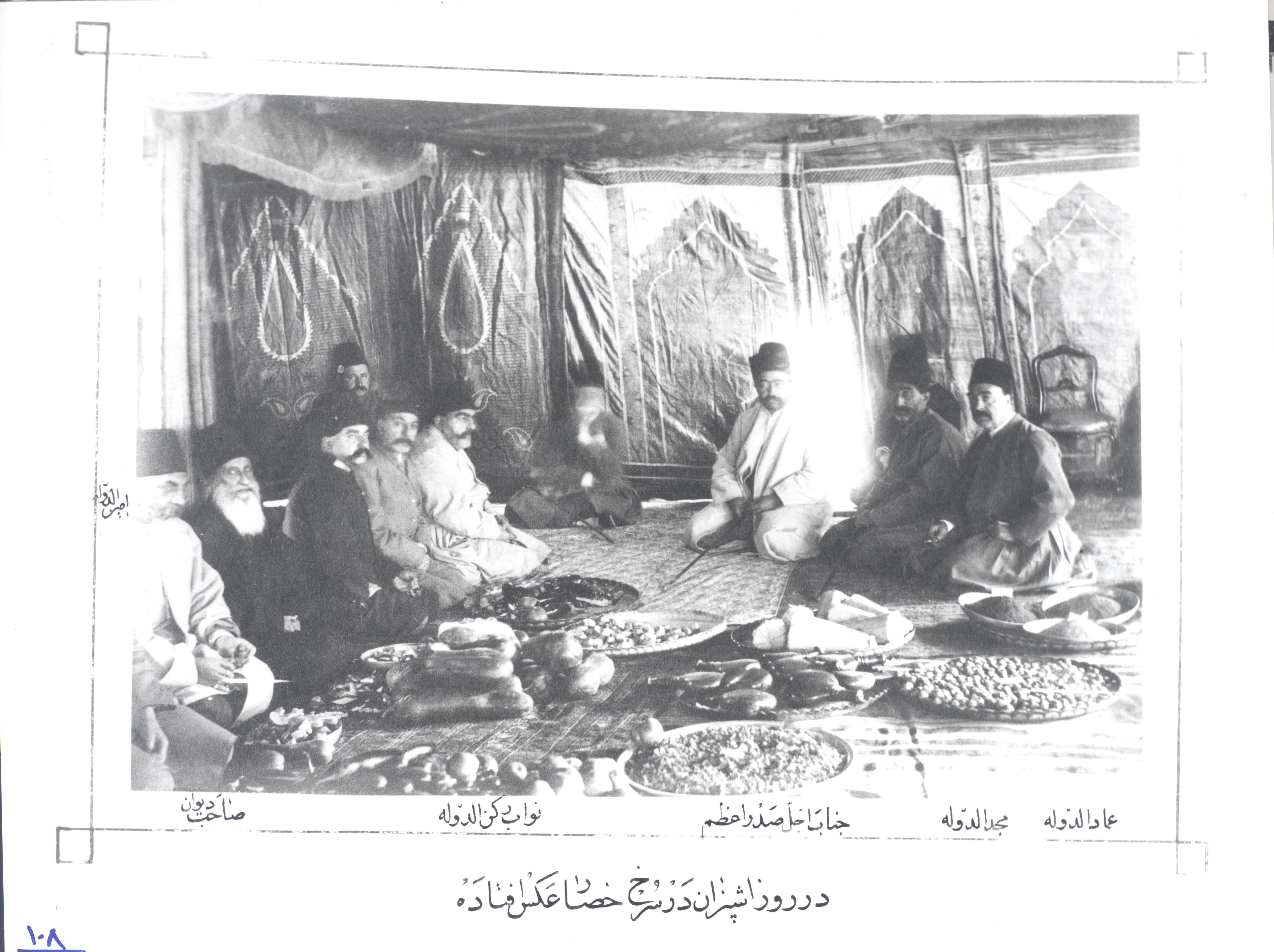
رکن‌الدوله در حضور صدر اعظم در جشن آشپزان سرخه حصار (۱۲۷۲ خ.)

او در سال ۱۲۳۵ شمسی به حکمرانی تهران منصوب شد و در سال ۱۲۴۵ شمسی به "رکن‌الدوله" لقب یافت و به حکومت زنجان رفت. در سال ۱۲۵۱ شمسی  باردیگر حکومت زنجان به وی سپرده شد و در سال ۱۲۵۵ شمسی به فرمانفرمایی خراسان منصوب شد. در سال ۱۲۵۹ شمسی بار دیگر به حکومت خراسان رفت و نیز به تولیت آستان قدس رضوی برگزیده شد ولی سال بعد با صدور فرمان حکومت آن ایالت برای میرزا حسین‌خان سپهسالار به تهران بازگشت. پس از وفات سپهسالار برای بار سوم والی خراسان شد و در همین هنگام بود که ناصرالدین شاه به خراسان سفر کرد.
او در سال ۱۲۷۰ شمسی والی فارس شد ولی بر اثر اغتشاشاتی که در شیراز پیش آمد، او را عزل و میرزا حسینقلی‌خان نظام‌السلطنه مافی را به حکومت فارس برقرار کردند. رکن‌الدوله بار دیگر در سال ۱۲۷۲ شمسی به حکومت فارس منصوب شد. در این زمان شوریده شیرازی، شاعر معروف شیراز، به اشاره بزرگان شهر که آنان نیز به ظل‌السلطان پشتگرم بودند، اشعاری در هجو رکن‌الدوله می‌سرود.

### درگذشت
رکن‌الدوله تا سال ۱۲۷۵ شمسی در حکومت فارس باقی بود. او یک سال بعد به فرمانفرمایی خراسان رسید و در این مقام باقی بود تا سال ۱۲۷۹ شمسی که درگذشت.
پس از فوت رکن‌الدوله مظفرالدین‌شاه بازماندگان او را به تهران خواند و لقب رکن‌الدوله را در حق علی‌نقی میرزا فرزند ارشد محمدتقی میرزا برقرار ساخت. نوادگان رکن‌الدوله پس از اجباری شدن انتخاب نام‌خانوادگی و حذف القاب توسط رضاشاه، نام‌خانوادگی «رکنی» و «رکنی قاجار» را برگزیدند.
علی‌نقی میرزا فرزند ارشد محمدتقی میرزا بود که از پس از او به رکن‌الدوله ملقب شد و چندی در خراسان حکمرانی کرد. 
فرزند دیگر محمدتقی میرزا، رضاقلی میرزا عدل‌الدوله بود که چند سال به حکومت شهرهای نیشابور، تربت حیدریه، سبزوار و ترشیز رفت. او از ازدواج با توراندخت خانم وجیه‌الدوله دختر میرزا محمدعلی‌خان مصد‌ق‌الدوله غفاری و شایسته خانم شرافت‌الدوله (دختر جلال‌الدین میرزای قاجار) چهارده فرزند داشت: شمس‌اقدس (همسر سردار معزز بجنوردی)، قمرالملوک (همسر شجیع‌الملک از خوانین خزاعی تربت حیدریه)، ابتهاج‌الملوک (همسر سالار معتمد گنجی از ملاکان نیشابور)، سرتیپ محمدتقی میرزا رکنی (دکتر نیروی دریایی)، محمد میرزا رکنی (فارغ‌التحصیل ریاضیات از مدرسه عالی نرمال پاریس)، احمد میرزا رکنی (مهندس شیمی فارغ‌التحصیل انگلستان و از کارمندان عالی‌رتبه شرکت نفت ایران)، سرهنگ مجید رکنی (همکلاس محمدرضا شاه پهلوی)، سیف‌الدین میرزا (در جوانی خودکشی کرد)، شرافت‌الملوک (همسر عبدالوهاب اقبال)، مریم خانم (ابتدا همسر مجید مهدوی و سپس محمدعلی فردوم)، فرنگیس خانم، فخرتوران (همسر ارتشبد عبدالحسین حجازی)، فروزنده خانم (همسر پسرعموی خود محمد میرزا رکنی) و فروغ‌اعظم (ابتدا همسر علامیر و سپس همسر شیخ‌الاسلام مهماندوست).
غلامحسین بنان نوهٔ دختری رکن‌الدوله است.